# Zákonodárné sbory Slovinska
Zákonodárné sbory ve Slovinsku vznikly po druhé světové válce. Do roku 1953 byl slovinský parlament jednokomorový, v letech 1953 až 1963 dvoukomorový, poté do roku 1974 pětikomorový a v letech 1974 až 1991 tříkomorový. Dnes se pod pojmem parlament souhrnně označuje Státní shromáždění a Státní rada, které jsou však ústavně konstruovány bez podřazení pod společný subjekt. Současný slovinský parlament je z obecného hlediska nastaven jako nedokonalý dvoukomorový s výraznou převahou dolní komory (Státního shromáždění). Jen právě dolní komora je z pohledu ústavního práva skutečným parlamentem.
V čele zákonodárných sborů a jejich komor stál vždy předseda, v letech 1946 až 1953 pak ještě existoval i kolektivní orgán – Prezídium Skupščiny. V letech 1953 až 1974 byl předseda Skupščiny zároveň nejvyšším představitelem republiky. V současnosti má svého předsedu Státní rada i Státní shromáždění.
Slovinské zákonodárné sbory sídlí od roku 1959 v budově od architekta Vinko Glanze v Lublani.

## Historie

### Vývoj parlamentu
Ústavodárné shromáždění Lidové republiky Slovinsko (Ustavodajna skupščina Ljudske republike Slovenije), které bylo nejvyšším orgánem státní moci ve Slovinsku, se poprvé sešlo 18. listopadu 1946 a jeho hlavním úkolem byla příprava republikové ústavy.
Po přijetí ústavy – 16. ledna 1947 – bylo Ústavodárné shromáždění přeměněno na Lidové shromáždění LRS (Ljudska skupščina Ljudske republike Slovenije). Do roku 1953 bylo shromáždění jednokomorové. Účinností ústavního zákona č. 3/53 UL LRS 12. února 1953 se stalo shromáždění dvoukomorovým – jeho komory byly Republiková rada (Republiški zbor) a Rada výrobců (Zbor proizvajalcev). Do Republikové rady byli členové voleni v obcích a městech na základě rovného, všeobecného a přímého hlasování. Do Rady výrobců byli voleni poslanci, kteří pracovali v oblasti výroby, dopravy a obchodu.
Obě komory byly rovnoprávné zejména při rozhodování ve věcech změny ústavy, společenského plánu, přijímaní právních předpisů v oblasti hospodářství, práce a sociálního zabezpečení, prodloužení mandátu a poslaneckých náhrad. Komory zasedaly samostatně s výjimkou případů, kdy rozhodovaly ve věcech volby předsedy a členů vlády (výkonného výboru) a soudců Nejvyššího soudu nebo o změně ústavy. Obě komory zřizovaly své výbory a mohly interpelovat výkonný výbor.
9. dubna 1963 bylo Lidové shromáždění Lidové republiky Slovinsko přejmenováno na Shromáždění Socialistické republiky Slovinsko (Skupščina Socialistične republike Slovenije) a mělo pět komor: Republikovou radu (Republiški zbor) jako radu delegátu občanů obcí, Hospodářskou radu (Gospodarski zbor), Osvětově-kulturní radu (Prosvetno-kulturni zbor), Sociálně-zdravotnickou radu (Socialno-zdravstveni zbor) a Organizačně-politickou radu (Organizacijskopolitični zbor) jako radu delegátů pracovních organizací.
Shromáždění SRS mohlo mimo jiné rozhodovat o změně ústavy, hranic, mohlo přijímat právní předpisy a vyhlašovat referendum, určovat směr slovinské politiky, rozhodovat ve věcech společenského plánu, volit své funkcionáře, volit předsedu a členy výkonného výboru (vlády), předsedu a soudce Ústavního soudu, Nejvyššího soudu či rozhodovat o otázkách obecného zájmu.
Revize ústavy v roce 1974 definovala Skupščinu SRS jako nejvyšší orgán v otázkách práv a povinností republiky. Od roku 1974 do účinnosti ústavy z roku 1991 měl slovinský parlament tři komory: Sociálně-politickou komoru (Družbenopolitični zbor), do které se volilo klasickým způsobem, Komoru občin (Zbor občin), která reprezentovala územní členění Slovinska, a Komoru odborů (nebo též Komora sdružené práce; Zbor druženega dela), do které nepřímo volili příslušníci odborů a různých profesních svazů.
V letech 1988 až 1990 přijala Skupščina (ještě ovládaná komunisty) sérii ústavních dodatků, které mimo jiné posilovaly postavení republiky uvnitř federace, rušily vedoucí úlohu strany a legalizovaly další politické subjekty. Ideologický odklon od zásad, na nichž stála avnojská Jugoslávie, symbolizovalo vypuštění adjektiva socialistická z názvu republiky 7. března 1990. V dubnu 1990 proběhly podle původních volebních předpisů první svobodné volby po druhé světové válce: do Sociálně-politické komory všeobecné a přímé, do Komory odborů a Komory občin se volilo na základě delegačního principu nepřímo. S účinností od 23. června 1990 bylo shromáždění přejmenováno na Shromáždění Republiky Slovinsko (Skupščina Republike Slovenije). Na podzim 1990 byl přijat zákon o referendu. První referendum proběhlo 23. prosince 1990 a rozhodovalo se v něm o dalším setrvání Slovinska v Jugoslávii. Pro samostatnost se vyjádřilo 88,2 % voličů při 92 % volební účasti.
25. června 1991 vystoupila Republika Slovinsko ze Socialistické federativní republiky Jugoslávie, když Skupščina na společném zasedání všech tří komor přijala Deklaraci o nezávislosti, ústavní zákon o samostatnosti a nezávislosti Republiky Slovinsko a několik dalších ústavních dodatků. Z důvodu obav ze zákroku federálních orgánů byl akt vyhlášení nezávislosti uskutečněn již o den dříve, než se původně plánovalo. 2. října 1991 potvrdilo společné zasedání všech komor Skupščiny úmysl nabýt nezávislost okamžitě, jakmile uplyne tříměsíční moratorium smluvené Brionskou deklarací. Moratorium vypršelo 8. října 1991, kdy Slovinsko definitivně získalo svou nezávislost na Jugoslávii.
23. prosince 1991 přijala slovinská Skupščina novou ústavu a volbami do Státního shromáždění 6. prosince 1992 zanikla. V současnosti existuje Státní shromáždění (Državni zbor) a Státní rada (Državni svet), které jsou systematicky oddělené.

## Parlament vsoučasném Slovinsku
Tříkomorovou Skupščinu vystřídal jednokomorový parlament s prvky dvoukomorového systému, kde vedle Státního shromáždění existuje nepravá horní komora – Státní rada. Slovinský ústavní systém však často bývá nevhodně bez dalšího označován za dvoukomorový. Slovinská ústava nevytváří konstrukci parlamentu, ale hovoří samostatně o Státním shromáždění a Státní radě a o parlamentu jako takovém hovoří jen v nadpisu článku 93 (Parlamentní vyšetřování). Oba subjekty jsou důsledně označovány jako státní.

### Státní shromáždění
Státní shromáždění (nebo též Státní sbor či Státní sněmovna) je voleno na čtyřleté období a je dle ústavy centrem politické moci ve Slovinsku. Státní shromáždění má devadesát členů, z nichž osmdesát osm kandiduje individuálně v 88 nominačních jednotkách a zbývající dva zastupují národnostní menšiny (Italy a Maďary). Shromáždění bylo ustaveno v roce 1992. Státní shromáždění fakticky nastoupilo do pozice, kterou dříve zastávala Sociálně-politická komora. Volby do Státního shromáždění se konaly v letech 1992, 1996, 2000, 2004 a 2008.
První volby do Státního shromáždění se konaly v roce 1992 a uspělo v nich osm stran, celkově propadlo 17,69 % hlasů, což bylo zatím nejvíce. Vítězství si připsala Liberálnědemokratické strana (LDS; po r. 1994 Liberální demokracie Slovinska) Janeze Drnovšeka, který sestavil i vládu. Volby znamenaly prohru stran bývalé koalice DEMOS. Předsedou Státního shromáždění se stal nejprve Herman Rigelnik (LDS), po něm Jožef Školč (LDS). Kromě liberálů (22 křesel) se do Státního shromáždění dostali Slovinští křesťanští demokraté (SKD; 15 křesel), Sjednocená kandidátka (ZL; 14 křesel), Slovinská národní strana (SNS; 12 křesel), Slovinská lidová strana (SLS; 10 křesel), Demokratická strana (DS; 6 křesel), Zelení Slovinska (ZS; 5 křesel) a Sociálnědemokratická strana Slovinska (SDSS; 4 křesla). Ve shromáždění zasedali ještě dva poslanci národnostních menšin. Koalice byla tvořena LDS, SKD, ZL a SDS. Koalici v dubnu 1994 opustila SDSS a od ledna 1996 byla koalice menšinovou, když ji opustila i ZL. Státní shromáždění v tomto volebním období přijalo 575 zákonů.
Volby v roce 1996 skončily patem, pravice i levice (podpořená zástupci menšin) měly shodně po 45 křeslech. Liberální demokracie Slovinska (LDS) měla 25 poslanců, SLS 19, SDSS 16, SKD 10, Sjednocená kandidátka sociálních demokratů (ZLSD) 9, Demokratická strana důchodců Slovinska (DeSUS) 5 a SNS 4 křesla. V hlasování o důvěře 9. ledna 1997 ale Drnovšek získal většinu 46 hlasů, když pro něj hlasoval i Ciril Pucko, který den předtím opustil klub SKD. V nové situaci se SLS rozhodla vstoupit do koalice. Institut konstruktivní nedůvěry fakticky neumožňoval odvolání Drnovšeka, který v tomto volebním období vytvořil odlišnou vládní a parlamentní koalici, když ve vládě seděli ministři za jiné politické subjekty (LDS, SLS, DeSUS) než ty, které ve Státním shromáždění schvalovaly klíčové zákony (LDS, ZLSD, DeSUS, SNS, menšinoví poslanci). Předsedou Státního shromáždění byl ve druhém volebním období Janez Podobnik (SLS). V dubnu 2000 se spojila SLS s SKD a ministři za SLS opustili Drnovšekovu vládu. Drnovšek, který neměl povinnost po odchodu ministrů znovu žádat o důvěru, plánoval doplnit vládu zástupci své LDS a přitom spoléhal na svou parlamentní většinu i oporu v prezidentu Kučanovi. Drnovšekovi rivalové se rozhodli najít svého kandidáta a Drnovšekovi vyjádřit konstruktivní nedůvěru – nabídku nejprve odmítl guvernér Národní banky France Arhar, nakonec byl vybrán ekonom Andrej Bajuk. Když první dvě kola hlasování v dubnu 2000 o důvěře Bajukovi skončila pro pravici neúspěchem, obrátila se jejich pozornost k zástupcům národnostních menšin (přívrženci Drnovšeka), které obvinili ze záměrné destabilizace situace ve Slovinsku a navrhovali omezení jejich práv. Třetí kolo se konalo s několikadenním odstupem a skončilo výsledkem 46:44 pro Bajuka, když pro něj hlasovali dva blíže neznámí poslanci z levicového tábora. Pozice Bajukovy vlády nebyla vůbec jednoduchá a jediné téma, na kterém se koaliční strany shodly, byla čistka ve státním aparátu a státních podnicích. Bajukova vláda prohrávala také v průzkumech veřejného mínění. Navíc rozpory uvnitř SLS+SKD vyústily v odchod části členů – včetně premiéra Bajuka – a vznik nové křesťanskodemokratické strany: Nové Slovinsko – Křesťanská lidová strana (NSi). I ve zbytku volebního období byl předsedou Janez Podobnik. Za druhé volební období bylo přijato 633 zákonů.
Další volby se konaly v říjnu 2000 a přinesly vítězství LDS. Drnovšek získal důvěru v listopadu 2000 a jeho vláda byla tvořena LDS, ZLSD a SLS+SKD. Podporu měla vláda také v Demokratické straně důchodců Slovinska (DeSUS), která ale jako malá strana nezískala žádný post ve vládě. Po zvolení Drnovšeka prezidentem se premiérem stal Anton Rop a vládu opustila SLS+SKD. Ve Státním shromáždění měla LDS 34 křesel, SDSS 11, ZLSD 11, SLS 9, NSi 8 a po čtyřech křeslech měly DeSUS, SNS a Strana mladých Slovinska (SMS); dvě místa patřila zástupcům menšin. Předsedou Státního shromáždění v letech 2000 až 2004 byl Borut Pahor a poté, když byl Pahor zvolen v roce 2004 do Evropského parlamentu, Franc Horvat. Ve třetím volebním období bylo přijato 679 zákonů.
Ve volbách v roce 2004 zvítězila Janšova Slovinská demokratická strana (SDS; dřívější SDSS), ale rozložení křesel mezi pravici a levici skončilo stejně jako v roce 1996 patem (45:45). SDS měla 29 poslanců, LDS 23, ZLSD 10, NSi 9, SLS 7, SNS 6, DeSUS 4 a dvě křesla patřila zástupcům menšin. Po několikatýdenních jednáních byla vytvořena koalice pravicovými SDS, SLS, NSi a levicovou stranou DeSUS. Předsedou Státního shromáždění byl France Cukjati (SDS). V první polovině roku 2008 předsedalo Slovinsko Radě Evropské unie.
Volby v roce 2008 přinesly vítězství Sociálním demokratům (SD), LDS například získala jen něco málo přes pět procent. Propad LDS byl způsoben jejím rozkolem v roce 2007, kdy část jejich členů a příznivců přešla do strany Zares. Sociální demokraté měli 29 křesel, SDS 28, DeSUS 7 a po pěti mandátech měly SNS, LDS a koalice SLS a SMS. Po ohlášení volebních výsledků byla zahájena jednání o koalici mezi SD, SLS a DeSUS. SLS se však po vnitrostranickém hlasování rozhodla odejít do opozice. Ani účast DeSUS nebyla jistá poté, co předseda SD Pahor odmítl možnost, aby funkci ministra obrany nadále zastával předseda DeSUS Karl Erjavec. Nakonec se Erjavec spokojil s postem ministra životního prostředí (vládu opustil v únoru 2010). Předsedou Státního shromáždění byl od listopadu 2008 Pavel Gantar (Zares). V průběhu roku 2011 se však dosavadní vládní koalice začala rozkládat, čemuž přispěla i neúspěšná referenda. Vládu opustila v dubnu 2011 po třech měsících ve funkci ministryně bez portfeje odpovědná za místní samosprávu a regionální politiku Duša Trobec Bučan (DeSUS), v květnu 2011 pak koalici opustila i samotná strana DeSUS s odůvodněním, že není brána za rovnocenného partnera. Ve vládě ale zůstal jeden z nominantů strany – prof. dr. Roko Žarnić. Počátkem června pak vládu opustil i Gregor Golobič (Zares), ostatní ministři zastupující Zares opustili vládu na konci června 2011. U příležitosti oznámení demise zbývajících ministrů za Zares se dosavadní předseda Státního shromáždění Gantar nechal slyšet, že funkci předsedy opustí 1. září 2011 i on, nakonec tak učinil již o den dřív – 31. srpna 2011. Nový předseda Ljubo Germič (LDS) byl zvolen 2. září 2011. Výkon ministerských funkcí uprázdněných po odchodu DeSUSu, Zaresu a Katariny Kresal (LDS) převzali ostatní ministři včetně premiéra Pahora. Premiér Pahor navrhl Státnímu shromáždění 20. září 2011 jména nových ministrů, avšak hlasy poslanců Slovinské demokratické strany, Slovinské lidové strany, Slovinské národní strany, DeSUSu a šesti poslanců strany Zares nebyl návrh přijat, čímž Pahorova vláda padla. Prezident Danilo Türk rozpustil Státní shromáždění v pátek 21. října 2011 minutu po půlnoci a současně rozhodl o konání předčasných voleb, které se uskuteční 4. prosince 2011.
Volby do Státního shromáždění se uskutečnily 4. prosince 2011 a přinesly vítězství nově vzniklé strany lublaňského župana Zorana Jankoviće, na druhém místě skončila pravicová Slovinská demokratická strana Janeze Janši, třetí Sociální demokraté. Z bývalé koalice se do Státního shromáždění nedostal Zares a Liberální demokracie Slovinska, do Státního shromáždění se nedostala ani doposud opoziční Slovinská národní strana. Dne 21. prosince 2011 byl zvolen nový předseda Státního shromáždění – Gregor Virant (DLGV), kterého podpořily hlasy poslanců NSi, SLS, DLGV, SDS, Desus a národnostních skupin. Dne 5. ledna 2012 navrhl slovinský prezident Türk do funkce premiéra předsedu vítězné strany – Zorana Jankoviće, avšak v hlasování 11. ledna 2012 mu chyběly 4 hlasy. Poprvé v dějinách Slovinska se tak stalo, aby vítěz voleb nebyl zvolen premiérem. Poté se prezident Türk nechal slyšet, že do druhého hlasování navrhne slovinského ekonoma a mj. i člena dozorčí rady ČSOB Marka Voljče. Tomu nicméně politické strany, s výjimkou Pozitivne Sloveniji, podporu nenaznačily. Dne 25. ledna 2012 předsedové SDS, DLGV, SLS a Desus a předsedkyně NSi předložili prezidentu republiky návrh podepsaný padesáti poslanci těchto stran na jmenování Janeze Janši premiérem. Premiérem byl Janša zvolen 27. ledna 2012, jeho vláda se ujala úřadu 10. února 2012
Italskou národnostní menšinu zastupuje od roku 1992 Roberto Battelli, maďarskou menšinu v letech 1992 až 2008 zastupovala Maria Pozsonecová a od roku 2008 László Göncz.

### Státní rada
Státní rada, nepravá horní komora, reprezentuje sociální, hospodářské, profesionální a místní zájmy. Má čtyřicet členů volených na pět let. Volba probíhá odděleně pro každou skupinu. Státní rada má vůči Státnímu shromáždění právo veta, které ale bývá ve většině případů přehlasováno. Z hlediska politologie je státní rada subjektem reprezentujícím korporativní a regionální zájmy. Státní rada byla pojata podle příkladu Senátu Svobodného státu Bavorska. Fakticky Státní rada nastoupila na místo Komory sdružené práce a Komory obcí bývalé Skupščiny. Postavení Státní rady je velmi slabé a jedná se spíše o konzultační orgán než o horní komoru parlamentu.
Volby do Státní rady jsou nepřímé a nejsou rovné. Členové Státní rady jsou voleni sbory volitelů, které volí zastupitelé místní samosprávy a zástupci profesních zájmů. Seznamy volitelů se předkládají volební komisi. Zástupce profesních organizací mohou volit i cizinci, kteří vykonávají hospodářskou aktivitu ve volebním obvodě. Volby vyhlašuje předseda Státního shromáždění. Pokud v průběhu volebního období dojde k uvolnění mandátu, konají se doplňovací volby. Pokud ale dojde k uvolnění mandátu v posledních šesti měsících volebního období, zůstane mandát neobsazený.
Volby ve sborech volitelů jsou tajné a ve všech sborech musejí proběhnout v jednom týdnu. Voleb se musí zúčastnit většina volitelů, pokud se tak nestane, koná se do týdne nové shromáždění, kde již počet volitelů nehraje roli. Na průběh voleb dohlíží pětičlenný volební výbor zvolený z řad volitelů. Každý volitel může vybrat tolik jmen, kolik kandidátů může jeho organizace zvolit. Zvítězí ten kandidát, který má největší počet hlasů, v případě shody rozhoduje los.

## Vedení parlamentu
V listopadu 1946 bylo zřízeno Prezídium Ústavodárné skupščiny Lidové republiky Slovinsko, které sestávalo z předsedy, nejvýše tří místopředsedů, tajemníka a nejvýše sedmnácti členů. V okamžiku přijetí první slovinské ústavy v lednu 1947 byl předsedou Prezídia Josip Vidmar, místopředsedy byli Edvard Kocbek a Stane Kavčič, členy Prezídia byli Edvard Kardelj, Boris Kidrič, Miha Marinko, Josip Rus, Marijan Brecelj, Ivan Maček, Oton Župančič, Tone Fajfar, Franc Leskošek, Zoran Polič, Jaka Avšič, Janez Hribar, Angelca Ocepek, Tone Dolinšek a Rudolf Hribernik. Existovala také pozice předsedy Skupščiny, kterou do roku 1953 zastával Ferdo Kozak. V letech 1953 až 1974 byl předseda Skupščiny také nejvyšším představitelem Slovinska. Funkci předsedy postupně vykonávali Miha Marinko, Vida Tomšičová, Viktor Avbelj, Ivan Maček, Sergej Kraigher, Tone Kropušek, Marijan Brecelj, Milan Kučan, Vinko Hafner a Miran Potrč. Po prvních svobodných volbách v dubnu 1990 se předsedou Skupščiny stal France Bučar, který ale již bývá řazen mezi předsedy Státního shromáždění Republiky Slovinsko.
Po Bučarovi zastávali funkci předsedy Státního shromáždění Herman Rigelnik, Jožef Školč, Janez Podobnik, Borut Pahor, Franc Horvat, France Cukjati a od roku 2008 Pavel Gantar. Prvním předsedou Státní rady se stal ústavní právník Ivan Kristan, v dalších letech vykonávali funkci předsedy Tone Hrovat, Janez Sušnik a v poté Blaž Kavčič.
V roce 2011 byl v souvislosti s vládní krizí krátce předsedou Státního shromáždění Ljubo Germič, po volbách v roce 2011 se předsedou Státního shromáždění stal Gregor Virant a v roce 2012 se novým předsedou Státní rady stal Mitja Bervar. V důsledku rozkladu Janšovy koalice odstoupil v lednu 2013 ze své funkce Gregor Virant, kterého vystřídal nejstarší člen Státního shromáždění Jakob Presečnik z SLS.

## Sídlo parlamentu
Ústavodárná skupščina neměla své vlastní sídlo. Lidové shromáždění pak sídlilo v neoklasicistním paláci architekta Venceslava Vadlava, který byl zakoupen za desetinu své skutečné ceny, a občasně ke svým schůzím využívalo i budovu Slovinské filharmonie. V roce 1949 byl vypracován projekt Katedrály svobody od architekta Jože Plečnika, jenž sice nebyl realizován, ale do budoucna posloužil jako emblém Státní rady a jako motiv na slovinskou deseticentovou eurominci.
V srpnu 1955 bylo vydáno stavební povolení na výstavbu budovy Lidového shromáždění od architekta Vinko Glanze. Nové sídlo bylo otevřeno 19. února 1959 projevem předsedy skupščiny Miha Marinky. Náklady na výstavbu přesáhly částku jedné miliardy dinárů.
Moderně pojatá budova se nachází na Šubičevově ulici v Lublani. Na vstupním portálu jsou sochy alegorizující pracující lid od sochařů Zdenka Kaliny a Karla Putriha. Uvnitř budovy se architekt Glanz pokusil výběrem použitých materiálů a jejich užitím a zpracováním dosáhnout dokonalosti, což je projev Plečnikovy školy. Před Velkou dvoranou, kde se odehrávají plenární zasedání, se nachází vyobrazení dějin Slovinců od malíře Slavka Pengova.
V roce 1991 převzal parlament také sousední objekt z roku 1879 na Tomšičevově ulici, kde do té doby sídlil ústřední výbor Svazu komunistů Slovinska. Dnes v této budově sídlí především poslanecké kluby. V roce 2000 byla zrekonstruována Velká dvorana sídla na Šubičevově ulici, kde se odehrávají plenární zasedání Státního shromáždění. V letech 2007 a 2008 došlo k rekonstrukci malé a velké dvorany objektu na Tomšičevově ulici.
Budova Parlamentu (Zgradba parlamenta) je dnes sídlem Státní rady, která zasedá v Malé dvoraně, i Státního shromáždění, které zasedá ve Velké dvoraně.